# Estela (Buenos Aires)
Estela fue una localidad del sur de la provincia de Buenos Aires, Argentina, perteneciente al partido de Puan. Esta localidad contaba con dos habitantes según el Censo de 2010, sin embargo, en 2022 decidieron mudarse, dejando al pueblo totalmente abandonado.

## Población
Contaba con 2 habitantes (Indec, 2010), lo que representa un grave descenso del 81 % frente a los 25 habitantes (Indec, 2001) del censo anterior.

| Gráfica de evolución demográfica de Estela entre 1991 y 2010 |
|                                                              |
| Fuente: Censos nacionales del INDEC                          |

## Paisaje
Es una gran planicie ondulada, de clima semiárido. La atraviesa la isoyeta de 500 mm, corriéndose según cual "hemiciclo climático" se trate (Hemiciclo Seco: 1920 a 1973; Hemiciclo Húmedo "Florentino Ameghino": 1870 a 1920)  definiendo dos estaciones según la concentración de lluvias: otoño y primavera y definiéndolo en un régimen hídrico ústico.
La estación seca se da en invierno y durante el período estival ocurre otra de característica semiseca, principalmente a consecuencia de elevada evapotranspiración.